# Criotettix telifera
Criotettix telifera är en insektsart som först beskrevs av Walker, F. 1871.  Criotettix telifera ingår i släktet Criotettix och familjen torngräshoppor. Inga underarter finns listade i Catalogue of Life.